# Diaklasa

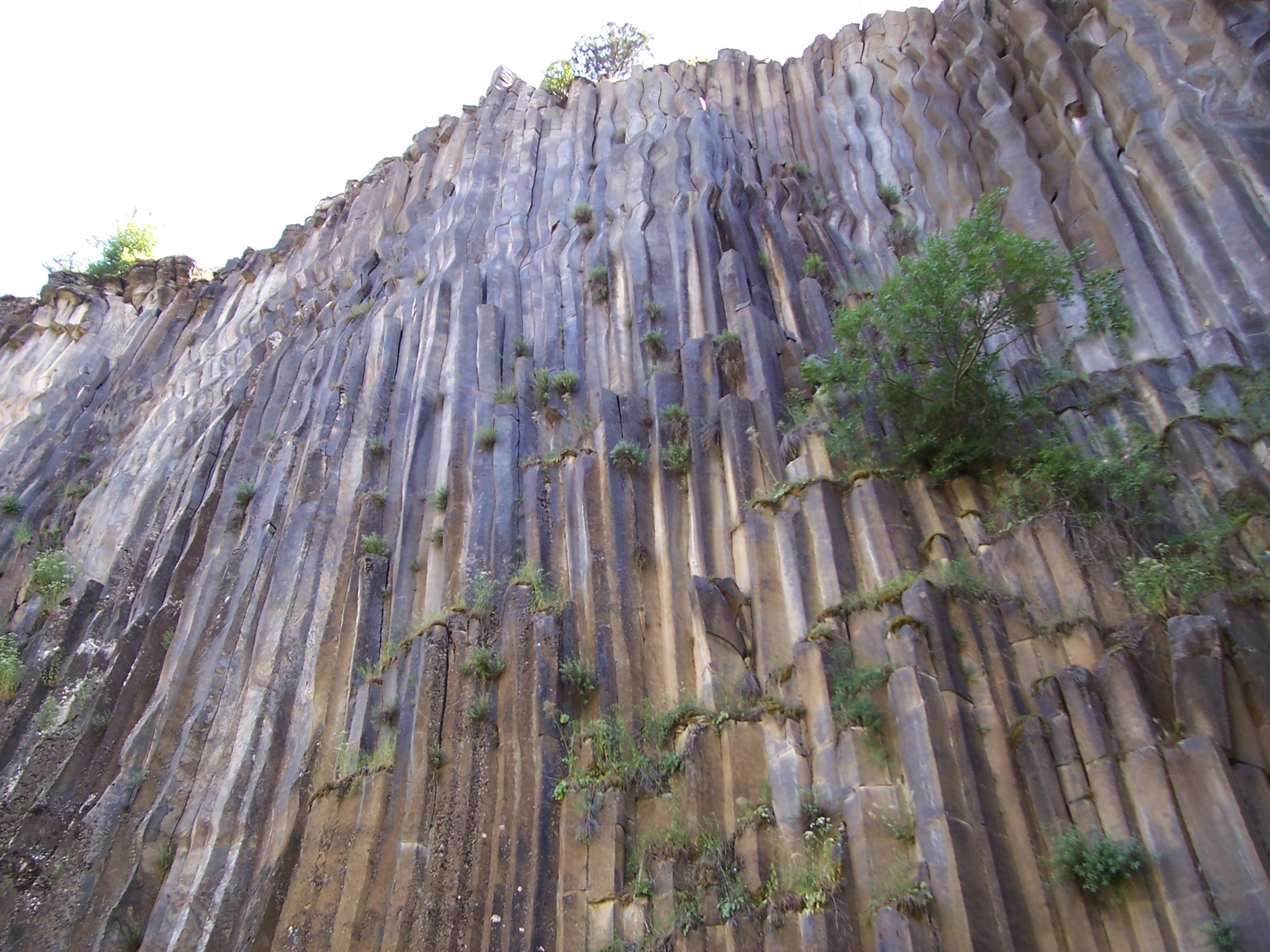
Sloupcovitě rozpukaný čedič v Turecku

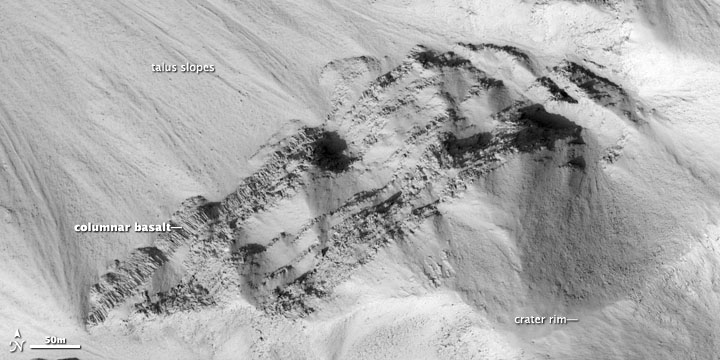
Sloupcovitá odlučnost čediče, Marte Vallis, Mars

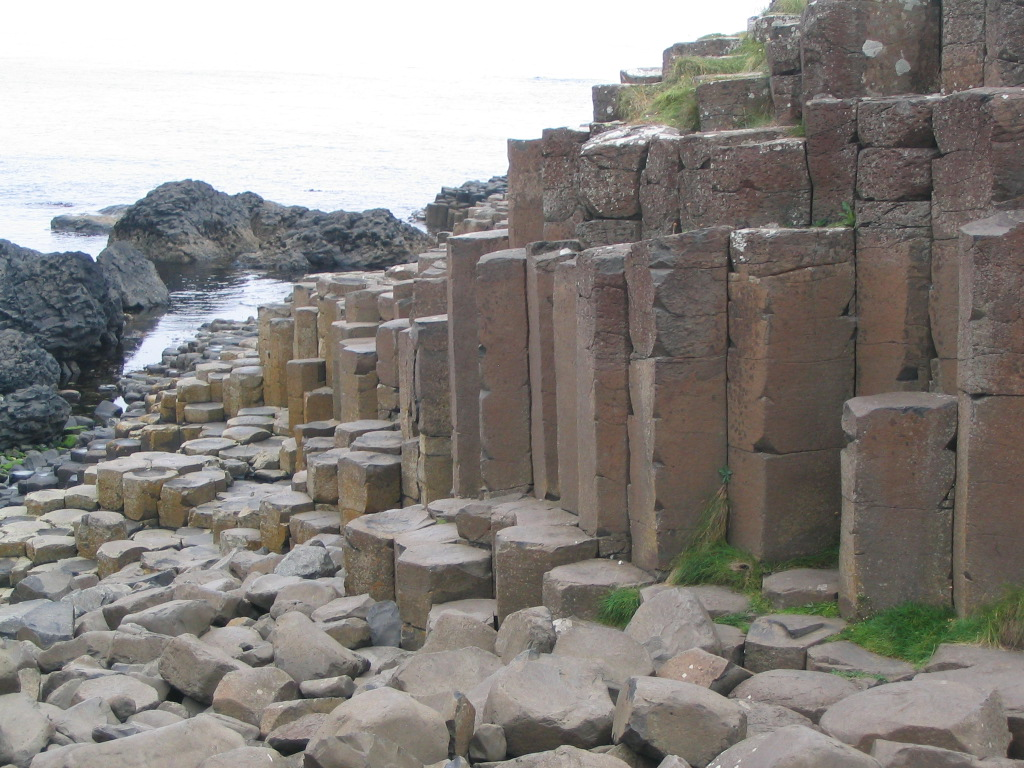
Sloupcovitá odlučnost čediče, Giant's Causeway, Irsko

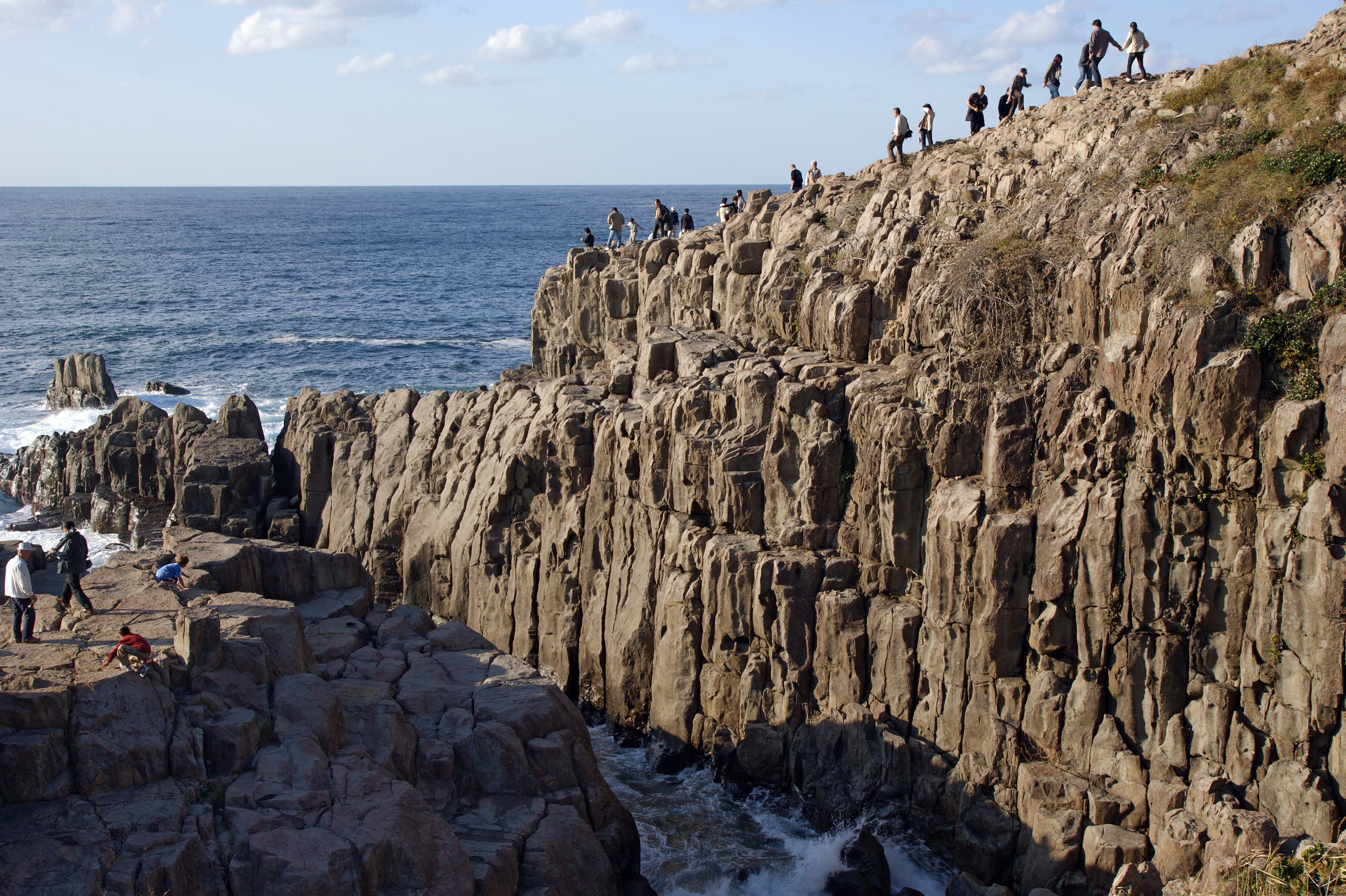
Sloupcovitá odlučnost andezitu, Tōjinbō, Japonsko

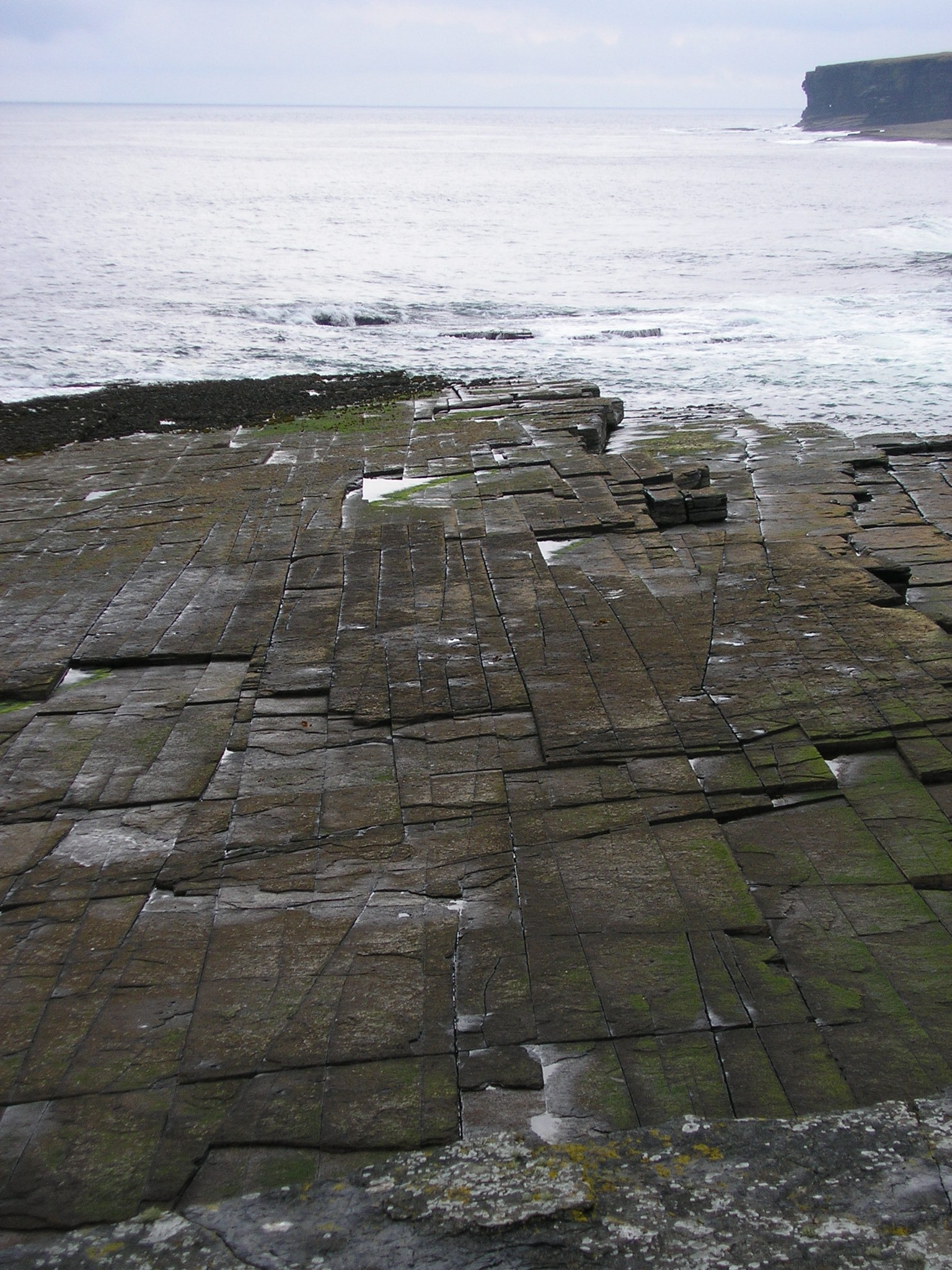
Sady vrstevních spár v deskovitě štípatelných horninách, Caithness, Skotsko

Geologický termín diaklasa označuje puklinu nebo spáru v hornině, podél které se přiléhající bloky horniny nepohybují (tím se diaklasa liší od zlomu). Diaklasy většinou mají rovnoměrnou šířku danou buď mechanickými vlastnostmi okolní horniny, nebo tloušťkou vrstvy. Diaklasy se obvykle vyskytují v soustavách a diaklasy v jedné soustavě jsou rovnoběžné.